# Komedia obyczajowa warszawska
Komedia obyczajowa warszawska – rodzima, warszawska odmiana komedii obyczajowej, której powstanie w połowie lat 70. XVIII wieku w Polsce było spowodowane odejściem części komediopisarzy (m.in. Jan Drozdowski, Grzegorz Broniszewski, Feliks Oraczewski, Dyzma Bończa-Tomaszewski, Franciszek Zabłocki, Jan Baudouin) od takich zasad tworzenia komedii jak przeciwstawianie negatywnego i pozytywnego bohatera czy umieszczania elementów dydaktycznych. Zaniechanie stosowania tych zabiegów spowodowało upodobnienie się bohaterów komediowych do żywych ludzi i zmianę funkcji komedii z dydaktycznej na czysto rozrywkową. Akcja zazwyczaj skupiała się na odtwarzaniu obyczajów Warszawy wielkomiejskiej oraz ich mieszkańców - fircyków i dam modnych. Zgodnie z nowymi założeniami, autor powstrzymywał się od oceniania zachowań bohaterów - twórca komedii obyczajowych warszawskich miał stać się jedynie biernym obserwatorem wydarzeń. Inną cechą dla tej odmiany komediowej jest adaptacyjność; wiele dzieł to przeróbki utworów francuskich. Przykładowymi komediami są: „Bigos hultajski, czyli szkoła trzpiotów” Jana Drozdowskiego, Fircyk w zalotach Franciszka Zabłockiego, „Wet za wet” Grzegorza Broniszewskiego.